# Arnold Syfrig
Arnold Syfrig (* 29. August 1835 in Mettmenstetten; † 10. August 1900 ebenda), heimatberechtigt in Thalwil und ab 1872 in Mettmenstetten, war ein Schweizer Unternehmer und Politiker. Auf seinen Thalwiler Bürgerort verzichtete er 1897.

## Leben

### Familie
Arnold Syfrig war der Sohn des Fabrikanten Hans Jakob Syfrig und dessen Ehefrau Barbara geb. Kleiner.
Er war seit 1862 mit Pauline verheiratet, Tochter von Jacob Hegetschweiler (1795–1860), Bezirksstatthalter des Bezirks Affoltern. Sie war die Nichte des Botanikers Johannes Hegetschweiler. Seine einzige Tochter Emmy heiratete 1895 Theophil Zürrer (1865–1912).

### Werdegang
1862 übernahm Arnold Syfrig die Baumwoll- und Seidendruckerei seines Vaters in Mettmenstetten, nach seinem Tod ging diese an seinen Schwiegersohn Theophil Zürrer über. Zusätzlich eröffnete er eine Schnapsbrennerei und war Spirituosengrosshändler. 1893 bis 1899 war er Bankrat der Zürcher Kantonalbank.
Er wurde 1865 zum Oberleutnant und 1871 als Nachfolger von Heinrich Landis zum Major des Schützenbataillons 16 ernannt. 1875 war er Kommandant des Schützenbataillon 6 und wurde 1879 als Major aus dem Wehrdienst entlassen.

### Politisches Wirken
Arnold Syfrig engagierte sich in der Kommunalpolitik und war von 1870 und von 1877 bis 1879 sowie vom 1. Dezember 1884 bis zum 30. November 1890 Gemeindepräsident von Mettmenstetten.
Von 1884 bis 1890 war er demokratischer Zürcher Nationalrat; in dieser Zeit setzte er sich für das Alkoholgesetz ein und gehörte im Nationalrat der Kommission für das Alkoholgesetz an.

## Mitgliedschaften
Arnold Syfrig war Mitglied der 1833 gegründeten Schweizerischen Militärgesellschaft (seit 1876 Schweizerische Offiziersgesellschaft).